# 江东区 (宁波市)
江东区是中國浙江省宁波市曾经存在的一个市辖区。辖区面积37.66平方千米:1，是宁波中心城区的一部分，也曾是宁波的行政中心所在地。2016年9月与鄞州区东部合并成立新的鄞州区。

## 地理
江东区位于宁波市域中北部，东、南与鄞州区相连，北与江北区隔甬江相望，西与海曙区隔奉化江相望。全境为平原，河网密布，水资源丰富。

## 沿革
春秋时期为越国境地，战国中期为楚国境地，秦时隶属会稽郡鄮县，后梁开平三年（909年）鄮县改为鄞县，南宋称万龄老界乡赤城里，明、清称甬东隅，清宣统三年（1911年）列为城区东隅，民国16年（1927年），划鄞县城区设宁波市，将甬东隅划入城区，称为第四区，民国20年（1931年）2月，撤销宁波市，第四区复归鄞县，民国24年（1935年），改为江东镇，1949年5月25日，江东镇解放，6月1日中共江东区委成立，1949年11月3日，江东区公所成立，1950年6月，江东区委、区公所撤销，1951年5月17日，江东区人民政府建立，8月4日，中共江东区委重新设立，8月惊驾、王隘两乡划归郊区管理，1956年2月3日，区委、区政府撤销，建立百丈、镇安、东胜3个街道办事处，同年，王隘和惊驾两乡合并为东郊乡，1958年9月26日，镇安、百丈、东胜3个街道办事处合并，成立江东街道办事处，1960年6月，设立江东人民公社，1969年4月，江东人民公社革命委员会成立，1970年1月，改为江东区革命委员会，原江东公社下属的百丈、镇安、东胜3个分社改为街道组织，1978年7月15日，百丈、镇安、东胜街道办事处重新设立，革委会组织同时撤销，9月19日，改为市辖区一级政权建制，1980年10月，复名江东区人民政府，1984年1月27日，原郊区的东郊乡和原鄞县的福明乡划归江东区管辖，鄞县潘火乡的仇毕、矮柳2个村划归东郊乡管辖，5月，从东胜街道划出东北区块，设立铁锚街道，1987年2月，设立白鹤街道，1997年1月16日，铁锚街道更名为明楼街道，镇安街道撤销，北部划归百丈街道，南部划归白鹤街道，设立东柳街道，2002年3月18日，东郊、福明乡撤销，改为街道建制，成为宁波市第一个没有乡镇的区县:1-31，2007年7月1日，设立新明街道，由宁波国家高新区代管，2016年9月并入鄞州区东部成立新的鄞州区，江东区建制始废。

## 行政区划
江东区撤销前共下辖8个街道:51：
百丈街道、福明街道、东柳街道、东胜街道、明楼街道、东郊街道、白鹤街道、新明街道。

## 经济
近代宁波开埠以后，江东区所辖地域成为宁波的工业重镇。